# سوليداد أكوستا
سوليداد أكوستا كيمبل (بالإسبانية: Soledad Acosta de Samper)‏ (5 أيّار 1833-17 آذار 1913)[بحاجة لمصدر]هي كاتبة وصحفية كولومبية. كانت امرأة اجتماعية، وراقية، وكثيرة الترحال، حيث تلَقت تعليمًا أعلى وأكثر تطورًا من معظم النساء في عصرها وبلدها. لقد حظيت أيضًا بمكانةٍ رفيعةٍ في المجتمع ليس فقط بسبب خلفيتها العائلية، بل أيضًا بسبب مساهماتها الأدبية الخاصة. تعاونت مع العديد من الصحف من مثل: إيل كوميرثيو، وإيل ديفير، وريفيستا أمريكانا، ومع دوريات أخرى. ومن خلال أعمالها الأدبية، كانت ناشطةً نِسْوّيةً رائدة سبقت الكثيرين في عصرها، وكافحت من أجل تعليمٍ مبني على المساوة للنساء، بالإضافة لكتابَاتِها في العديد من المواضيع المتعلقة بمشاركة المرأة في المجتمع والعائلة، مشجعةً بذلك الأخريات ليصبحن سبّاقات في القوى العاملة وإصلاح المجتمع.

## الحياة الشخصية
ولدت سوليداد في الخامس من أيّار عام 1833 في مدينة بوغوتا. والدها هو توماس واكين ديا أكوستا يي بيريذ دي جوثمان وأمها هي كارولاين كيمبل روجوي. وُلِدَ أبوها في جوادواس وهو ابن لمهاجريْن إسبانييْن، كان عالمًا ودبلوماسيًا يحمل رتبة لواء (جنرال). أما والدتها فكانت من مواليد كينغستون، جاماكيا وهي ابنة جيديون كيمبل وهو رجل اسكتلندي أمريكي عَمِلَ محصلًا للجمارك في ميناء كينغستون، وزوجته هي توماسا (روجوي بعد الزواج).
في الخامس من آذار عام 1855، تزوجت من خوسيه ماريّا سامبير أجوذيلو وهو صحفي وكاتب معروف وأنجبا أربع بنات، برتيلدا التي أصبحت راهبة وامتهنت الشعر كوالديها، وكارولينا (مواليد 1857) وماريّا خوسيفا(مواليد1860) وقد توفيت كلتاهما أثناء انتشار الجدري في بوغوتا، وبلانكا ليونور (مواليد 1862).

## أعمال مختارة
- سوليداد أكوستا، (1869): (روايات وصور من الحياة في أمريكا الجنوبية )

غنت، بلجيكا: دارإيدين باندرخايجين للنشر
سوليداد أكوستا (1886)، (قراصنة في قرطاجنة)
بوغوتا، كولومبيا: دار لا لوث للنشر
- أكوستا، سامبير(1888)[1876]، (امرأة هولندية في أمريكا)

ويلمستاد، كوراساو: أ.بيتانكورت
- سوليداد أكوستا (1895)، (المرأة في المجتمع الحديث)

باريس، فرنسا:غارنيير
- سوليداد أكوستا(1901)، (السيرة الذاتية للجنرال خواكين أكوستا: زعيم الاستقلال، المؤرخ وعالم الجغرافيا ورجل العلم والخير)

بوغوتا، كولومبيا: دار كاماتشو رولدان يي تامايوللنشر